# Blesa
Blesa település Spanyolországban, Teruel tartományban. Blesa Moneva, Muniesa, Plou, Huesa del Común, Monforte de Moyuela, Plenas és Moyuela községekkel határos. Lakosainak száma 76 fő (2024).

## Népesség
A település népessége az utóbbi években az alábbiak szerint változott:
| Lakosok száma | 149  | 142  | 123  | 123  | 125  | 109  | 97   | 94   | 88   | 76   |
|               | 2001 | 2004 | 2007 | 2009 | 2012 | 2014 | 2017 | 2019 | 2022 | 2024 |